# 兵庫県道477号阿那賀市線
兵庫県道477号阿那賀市線（ひょうごけんどう477ごう あながいちせん）は、兵庫県南あわじ市を通る一般県道である。

## 概要
南あわじ市阿那賀から南あわじ市市青木に至る。阿那賀から榎列小榎列の区間はうずしおラインである。

### 路線データ
- 起点：南あわじ市阿那賀（兵庫県道25号阿万福良湊線交点）
- 終点：南あわじ市市青木（青木西交差点、国道28号交点）
- 総延長：12.854 km
- 事前通行規制区間[1]：阿那賀中 - 志知奥
- 緊急輸送道路[1]：志知 - 榎列小榎列

## 路線状況
1985年（昭和60年）6月8日から1987年（昭和62年）10月7日までは本州四国連絡道路（現・神戸淡路鳴門自動車道）西淡仮出入口と接続していた。

### 通称
- うずしおライン（南あわじ市阿那賀 - 南あわじ市榎列小榎列）

### 道路施設

#### 橋梁
- 松美橋（大日川、南あわじ市）

## 地理

### 通過する自治体
- 南あわじ市

### 交差する道路
| 交差する道路               | 交差する場所         | 交差する場所        |
| -------------------------- | -------------------- | ------------------- |
| 兵庫県道25号阿万福良湊線   | 阿那賀               | 起点                |
| 兵庫県道31号福良江井岩屋線 | 志知鈩（しちたたら） | 志知交差点          |
| 兵庫県道66号大谷鮎原神代線 | 榎列小榎列           | 小榎列交差点        |
| 兵庫県道478号市八木線      | 榎列小榎列           |                     |
| 国道28号                   | 市青木               | 青木西交差点 / 終点 |

### 沿線
- 南あわじ警察署 阿那賀駐在所
- 南あわじ市立志知小学校
- E28 神戸淡路鳴門自動車道 志知BS（陸の港西淡）
- 南あわじ市立市小学校
- 淡路三原郵便局